# Tigist Ketema
Tigist Ketema (15 de septiembre de 1998) es una deportista de Etiopía que compite en atletismo. Ganó una medalla de bronce en el Campeonato Mundial de Atletismo Sub-20 de 2016, en la prueba de 800 m.También ganó la quincuagésima edición de la histórica maratón de Berlín.